# Lotte Smiseth Sejersted
Pour les articles homonymes, voir Sejersted.
Lotte Smiseth Sejersted, née le 5 mars 1991 à Bærum, est une skieuse alpine norvégienne. 

## Carrière
Elle est entrée dans l'équipe nationale à l'âge de 16 ans.
En 2009, Sejersted remporte la médaille d'argent de la descente des Championnats du monde junior à Garmisch-Partenkirchen puis fait ses débuts en octobre en Coupe du monde, marquant ses premiers points au super combiné de Val d'Isère (28e). Elle devient championne du monde junior de descente en 2010. En mars 2011, elle réalise clairement sa meilleure performance en Coupe du monde en terminant cinquième de la descente de Lenzerheide.
Elle participe aux Championnats du monde en 2011 et 2013 avec pour meilleur résultat une dixième place en super combiné en 2011.
En 2014, elle se classe sixième de la descente olympique de Sotchi.
En 2017, elle confirme la fin de sa carrière après des blessures.

## Famille
Son frère Adrian est aussi un skieur alpin de haut niveau.

## Palmarès

### Jeux olympiques d'hiver
| Épreuve / Édition | Sotchi 2014 |
| Descente          | 6e          |
| Super G           | 14e         |
| Slalom géant      | 23e         |
| Super combiné     | Abandon     |

### Championnats du monde
| Épreuve / Édition | Garmisch-Partenkirchen 2011 | Schaldming 2013 |
| Descente          | Abandon                     | 21e             |
| Super G           | Abandon                     | 13e             |
| Slalom géant      | -                           | 30e             |
| Super combiné     | 10e                         | Abandon         |

### Coupe du monde
- Meilleur classement général : 38e en 2014.
- Meilleur classement en descente : 17e en 2014.
- Meilleur résultat : 5e à trois reprises (2011, 2013 et 2015).

#### Différents classements en Coupe du monde
| Année     | Classement général final | Classement en descente | Classement en super G | Classement en slalom géant | Classement en combiné | Classement en slalom |
| 2009-2010 | 107e                     | 45e                    | -                     | -                          | 41e                   | -                    |
| 2010-2011 | 66e                      | 29e                    | 45e                   | -                          | 23e                   | -                    |
| 2011-2012 | 50e                      | 34e                    | 28e                   | -                          | 13e                   | 41e                  |
| 2012-2013 | 49e                      | 29e                    | 34e                   | 33e                        | 12e                   | -                    |
| 2013-2014 | 38e                      | 17e                    | 24e                   | -                          | -                     | -                    |
| 2014-2015 | 80e                      | 33e                    | 53e                   | -                          | -                     | -                    |
| 2015-2016 | 72e                      | 38e                    | 29e                   | -                          | 35e                   | -                    |

### Championnats du monde junior
- Mondiaux 2009 à Garmisch-Partenkirchen (Allemagne)
  -  Médaille d'argent en slalom.

- Mondiaux 2010 en France
  -  Médaille d'argent en combiné.
  -  Médaille de bronze en descente.

- Mondiaux 2011 à Crans Montana (Suisse)
  -  Médaille d'or en descente.

### Divers
Elle remporte son premier titre national en 2007 sur la descente.
En 2011, elle est la première à remporter les cinq titres nationaux mis en jeu lors de la même édition. Elle remporte ensuite trois titres en 2012, un en 2013 et un en 2014.
- 1 victoire (slalom géant) en Coupe d'Europe (2011).